# Operation Fustian
Operation Fustian var ett brittiskt luftlandsättningsangrepp av fallskärmsjägare under andra världskriget med målet att erövra bron Primrose Bridge över floden Simeto på Sicilien söder om berget Etna och att hålla bron till dess att man blev avlöst av markstyrkor. Operationen utfördes på natten mellan 13 juli och 14 juli 1943.
De brittiska fallskärmsjägarna nådde det första delmålet men blev tvungna att slå till reträtt då italienska trupper inledde ett motanfall från tre olika håll. När förstärkning i form av 4th Armour Brigade anlände kunde britterna återta bron intakt.